# Godzilla, Mothra and King Ghidorah: Giant Monsters All-Out Attack
Godzilla, Mothra and King Ghidorah: Giant Monsters All-Out Attack (frequentemente abreviado como GMK) é um filme japonês kaiju de 2001 dirigido e coescrito por Shusuke Kaneko. É o vigésimo sexto filme da franquia Godzilla e o terceiro da era Millennium, serve como uma sequência direta de Godzilla (1954), ignorando os eventos de todas as outras parcelas da série (embora faça uma breve referência ao filme americano de 1998). Chiharu Niiyama estrela como um repórter cobrindo a história de Mothra, King Ghidorah e Baragon defendendo o Japão de Godzilla, uma criatura morta-viva possuída pelas almas daqueles mortos durante a Guerra do Pacífico. O elenco de apoio inclui Ryudo Uzaki, Masahiro Kobayashi, Hideyo Amamoto (em seu último papel no cinema) e Shirō Sano, com Mizuho Yoshida como Godzilla, Akira Ohashi como Ghidorah e Rie Ōta como Baragon.
Kaneko originalmente havia escalado Godzilla para enfrentar uma versão renovada de Kamacuras, mas decidiu colocar Godzilla contra três monstros representando elementos da Terra. Os três monstros iniciais que ele propôs foram Varan, Baragon e Anguirus, no entanto, a Toho mais tarde o convenceu a substituir Varan e Anguirus por King Ghidorah e Mothra para atrair mais interesse do público. A filmagem principal começou em 11 de maio de 2001, com um orçamento de US$ 7 a 9 milhões, no Toho Studios, e terminou em 9 de agosto.[carece de fontes?]
Godzilla, Mothra and King Ghidorah estreou no Festival Internacional de Cinema de Tóquio em 3 de novembro de 2001. A Toho posteriormente o lançou em todo o Japão em 15 de dezembro, como um filme duplo com Hamtaro: Adventures in Ham-Ham Land. O filme arrecadou US$ 20 milhões internacionalmente e empatou no Japão na posição de terceiro filme doméstico de maior bilheteria em 2002. Godzilla , Mothra e King Ghidorah receberam críticas geralmente positivas dos críticos, com muitos considerando-o um dos melhores da série Godzilla. Foi seguido por Godzilla Against Mechagodzilla (2002), de Masaaki Tezuka, que se passa em uma continuidade diferente.